# Johann Achilles von Günderrode
Johann Achilles von Günderrode (* 26. Januar 1653 in Frankfurt am Main; † 30. März 1701 auf Schloss Meerholz) war ein deutscher Jurist und Hofmeister unter dem Grafen von Isenburg.

## Leben

### Herkunft und Familie
Johann Achilles von Günderrode entstammte dem Adelsgeschlecht Günderrode, das ursprünglich aus Thüringen kam und sich in der zweiten Hälfte des 14. Jahrhunderts in Freiberg in Sachsen angesiedelt hatte. Sein Urgroßvater Tilemann Günterrode (1512–1550) kam aus Sachsen, wurde Kasseler Kanzler und gilt als Stammvater der Frankfurter Patrizierfamilie Günderrode. Er war der Sohn des Ratsherrn Philipp Wilhelm von Günderrode (1623–1689) und dessen Gemahlin Anna Maria Scholles (1625–1676) und wuchs zusammen mit seinen Geschwistern Hector Wilhelm (1647–1700), Johann Hector (1651–1704), Heinrich Ludwig (1660–1703, gefallen als Hauptmann), Hector Wilhelm (1668–1696) und Reinhard Bonaventura (1670–1720, Hofmeister) auf. 
Am 6. Oktober 1692 heiratete er auf Schloss Meerholz Louise Benigne de Meaussé de la Rienville (1665–1729). Die Ehe brachte die Kinder Philipp Ludwig (1693–1742), Carl Gottfried (1697–1741); Ludwig Reinhard (1698–1743) und Johann Maximilian (1700–1741).

### Wirken
Von Günderrode absolvierte ein Studium der Rechtswissenschaften an der Universität Erfurt und der Philipps-Universität Marburg. Bevor er in der Grafschaft Ysenburg unter dem Grafen Georg Albrecht Hofmeister zu Meerholz wurde, war er bei dem Grafen Friedrich Ernst von Solms-Laubach, bei dem sein Bruder Reinhard Bonaventura als Hofmeister tätig war, als Forstmeister beschäftigt. 
Mit der Funktion des Hofmeisters besetzte er die Stelle des höchsten gräflichen Hofbeamten und nahm die Leitung der Hauswirtschaft und des Dienstes um die Person des Grafen wahr.

### Sonstiges
1697 errichtete er in der Nähe des Schlosses Meerholz für sich ein Palais, das später die Besitzer wechselte und nach gründlicher Renovierung in den 1990er Jahren wieder in alter Pracht erstrahlt.